# Edmund Clerihew Bentley
Edmund Clerihew Bentley (Londra, 10 luglio 1875 – 30 marzo 1956) è stato uno scrittore inglese, famoso per aver inventato il clerihew, un'irregolare forma di versi umoristici su temi biografici.

## Biografia
Educato alla St Paul's School ed al Merton College di Oxford, Bentley lavorò come giornalista su svariati giornali, incluso il Daily Telegraph. Dal 1936 al 1949 Bentley fu il presidente del Detection Club e contribuì sia per le trasmissioni radio nel 1930 e nel 1931, che per pubblicare nel 1938 The Scoop and Behind The Screen. Morì nel 1956 all'età di 80 anni. Il figlio Nicolas Bentley è un famoso illustratore.

## Opere
La sua prima pubblicazione è stata una raccolta di poesie, intitolata Biography for Beginners datata 1905, che rese popolare la forma clerihew. Questo consiste in un poema biografico di 4 righe, di lunghezza irregolare e con rime artificiose, che seguono la struttura AABB. Una delle più conosciute è la seguente:
Sir Christopher Wren
Went to dine with some men
He said, "If anyone calls,
Say I'm designing St. Paul's."
Ad essa seguirono altre due raccolte nel 1929 e nel 1939. Il suo romanzo giallo, La vedova del miliardario (titolo originale Trent's Last Case, 1913) fu molto apprezzato, annoverando anche Dorothy L. Sayers tra i suoi ammiratori, e può essere considerato il primo vero libro di mistero moderno per la sua labirintica e mistificante trama. Nel 1920 e nel 1952 divenne anche un film. Il successo del lavoro, lo ispirò e dopo 23 anni, nel 1936 scrisse il sequel, Trent's Own Case. Esiste anche un altro libro composto da racconti brevi su Trent. Molti dei suoi scritti furono ristampanti nei primi anni del 2000 dalla House of Stratus.